# Laura, voyage dans le cristal
Laura, sous-titré Voyage dans le cristal, est un court roman de George Sand paru en 1864. Conte fantastique et romantique empruntant aussi au récit de voyage, il reflète l'intérêt de l'auteure pour la minéralogie et les sciences naturelles en général. Le personnage principal, Alexis, un étudiant allemand en minéralogie, tombe amoureux de sa cousine Laura qui ne le prend pas au sérieux et favorise son ami Walter. Alexis est peu à peu assailli de visions dans lesquelles Laura l'aime et lui fait entrevoir un pays magnifique composé de cristaux géants colorés. Alexis ne parvient pas à réconcilier ses visions et la réalité jusqu'à ce que, peu avant les noces de Laura et de Walter, le père de Laura, Nasias, surgisse mystérieusement dans sa vie et l'hypnotise à l'aide d'un diamant pour l'entraîner dans une expédition démente jusqu'au pôle Nord, en quête du pays du cristal dont il a lui aussi eu des visions.
Le roman, oublié après la mort de Sand, a été redécouvert à partir des années 1970. D'abord étudié dans la perspective de son influence sur Voyage au centre de la Terre de Jules Verne, Laura, voyage dans le cristal est aussi étudié ensuite pour ses qualités propres et l'éclairage qu'il apporte sur la conception du fantastique et de la vulgarisation scientifique chez George Sand.

## Résumé

### Premier chapitre

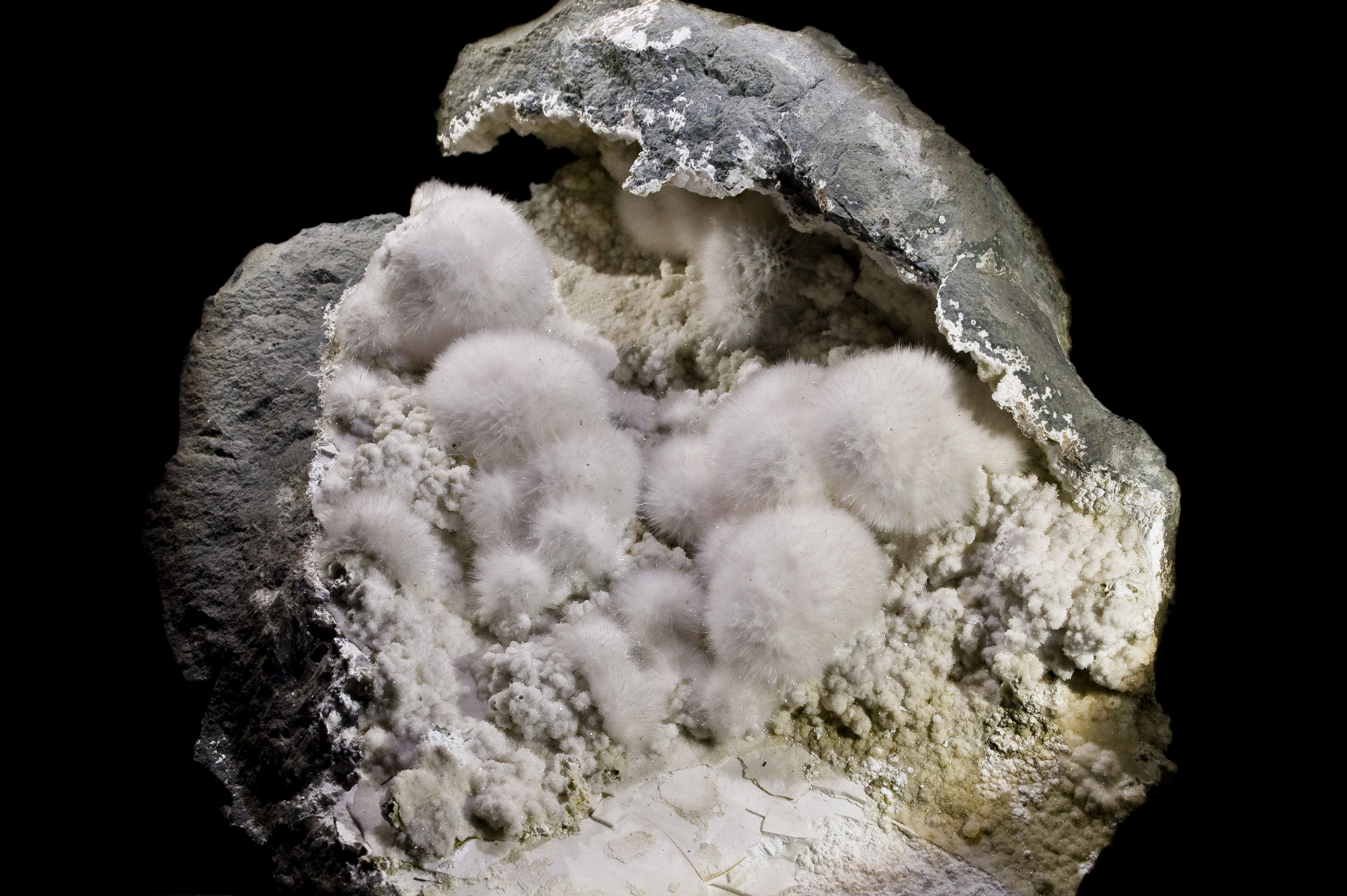
Géode dans le basalte contenant une okénite.

L'histoire de Laura est relatée par l'intermédiaire d'un récit-cadre fait au narrateur par un certain M. Hartz, marchand naturaliste, qui lit un écrit de jeunesse relatant comment il a failli se trouver prisonnier d'une géode. Le récit principal est relaté du point de vue de M. Hartz jeune, prénommé Alexis, qui réside en Prusse, à Fischhausen. Alexis est le neveu de M. Tungsténius, géologue brillant mais médiocre pédagogue et affligé d'un bégaiement. Alexis est un jeune homme très paresseux que son oncle a fait engager comme aide d'un sous-aide dans un muséum, mais il ne s'intéresse pas le moins du monde à la géologie ou aux minéraux. Les choses changent lorsqu'il commence à fréquenter sa cousine Laura, aussi belle qu'intelligente et curieuse de minéralogie. Laura semble indifférente aux sentiments naissants d'Alexis. Piqué, celui-ci se met enfin au travail, mais ses entretiens suivants avec Laura ne font guère faire de progrès à ses tentatives d'approche. Un jour qu'Alexis se trouve près d'une vitrine où sont rangés des minéraux, la plupart donnés un siècle plus tôt par un certain Nasias, il se trouve projeté dans le cristal d'une géode, où il se retrouve apparemment en compagnie de Laura. Tandis que l'oncle Tungsténius n'est qu'un savant dépourvu du moindre sens esthétique et que Walter ne s'intéresse aux minéraux qu'en vue de leur exploitation minière et industrielle, Laura fait découvrir à Alexis la beauté des pierres. Alexis, émerveillé, observe, mais de près et à une taille gigantesque, les beautés multiples des formes minérales qui tapissent l'intérieur de la géode. La discussion s'interrompt brutalement et Alexis se réveille entouré par les regards inquiets de Tungsténius, de Laura et de Walter : il semble qu'il s'est simplement cogné la tête contre la vitrine et a perdu connaissance. Ses protestations ne convainquent personne, même pas Laura. Peu après, Tungsténius annonce à son neveu que sa cousine Laura est partie.

### Deuxième chapitre
Le deuxième chapitre commence deux ans après. Alexis revoit Laura et reprend espoir, mais celle-ci lui apprend qu'elle est sur le point de se marier avec Walter. Peu après, Alexis est à nouveau projeté au beau milieu d'un cristal en compagnie de Laura, qui lui explique qu'il ne doit pas croire ce qu'elle lui a dit au sujet d'un mariage, et le convie pour la deuxième fois à observer les beautés des minéraux. Celle-ci lui enseigne que l'univers de leurs visions est sans doute un plan différent de la réalité où ils contemplent leurs âmes pérennes qui survivent à leurs incarnations matérielles... mais la discussion est brutalement interrompue par Walter : Alexis est seulement en train d'écrire et Walter a regardé par-dessus son épaule. La jalousie d'Alexis envers Walter s'en trouve ravivée, et atteint son comble le soir venu, lors d'un dîner de préparation des noces. Laura y apparaît obéissante envers Tungsténius, mais pas enthousiaste à l'idée d'épouser Walter. Alexis danse avec Laura lorsqu'il a de nouveau une vision de la jeune femme sous une apparence d'une beauté transfigurée, mais la vision disparaît, peut-être suscitée par la proximité dangereuse des grands miroirs qui décorent les murs. Alexis déclare ses sentiments à Laura et tente en vain de la persuader d'annuler le mariage. Dans ses visions, suscitées par le reflet de son verre en cristal, Laura transfigurée lui conseille de garder espoir. La soirée terminée, Alexis, morose, s'éloigne et se promène dans la galerie minéralogique, lorsqu'il rencontre un étrange personnage entré là en dépit des portes verrouillées. L'homme se présente comme le père de Laura, revenu des Indes pour évaluer le prétendant de sa fille, et dit s'appeler Nasias. Il n'est convaincu ni par Walter ni par Alexis. 
Le lendemain matin, Alexis trouve Nasias endormi dans le fauteuil de sa chambre. Nasias amène alors Alexis à lui raconter ses hallucinations. Nasias est enthousiaste et se dit persuadé que le pays fabuleux entrevu dans le cristal existe bel et bien, quelque part au cœur de la Terre. Il est déterminé à entreprendre un voyage jusqu'au pôle Nord afin d'y découvrir un accès à ce monde souterrain. Alexis prend Nasias pour un fou et répond par diverses objections scientifiques à cette hypothèse, mais Nasias ne veut rien écouter et semble mû par une croyance mystique plus que par un raisonnement scientifique. Il enjoint Alexis à faire confiance à ses visions et dit en avoir eu lui-même. Il a utilisé les richesses accumulées en Perse et en Asie pour préparer rapidement une expédition maritime. Et pour s'assurer de l'obéissance d'Alexis, il l'ensorcelle en lui faisant contempler un diamant énorme et très pur qu'il possède. Alexis se laisse alors entraîner sans résistance dans l'expédition menée par Nasias.

### Troisième chapitre
Le troisième chapitre relate le début de l'expédition. Le navire Le Tantale s'enfonce dans le froid de la nuit polaire et Alexis dans le désespoir. Nasias s'avère de plus en plus ambivalent : parfois, il semble calme et bienveillant, et parfois il adopte un comportement de fou furieux, cruel et insensible. Parvenu au nord du Groenland, le navire s'apprête à hiverner lorsqu'un soir Nasias révèle à Alexis son mépris envers ses marins et son projet de les abandonner à une mort certaine sur la glace, afin de poursuivre l'expédition en compagnie d'un groupe d'Esquimaux. Alexis s'horrifie de ce projet cruel, mais Nasias l'hypnotise encore avec son diamant. Un groupe d'Esquimaux arrive pour servir de guides à Nasias et à Alexis. Nasias leur offre de piller le navire en paiement. Alexis, reprenant sa propre volonté, remonte sur le navire pour provoquer une mutinerie mais trouve les marins baignant déjà dans leur sang à la suite de ce qui ressemble à une folie meurtrière collective. Révolté, Alexis est à nouveau maîtrisé par Nasias, qui lui révèle que Laura, sous sa forme céleste, est présente devant eux et les guide. Alexis sombre dans un demi-sommeil halluciné tandis que les traîneaux des Esquimaux s'enfoncent toujours plus vers les glaces du pôle. Il entrevoit les vestiges cyclopéens de civilisations abandonnées. Quelque temps après, il reprend conscience et doute de ses propres souvenirs. Nasias lui semble calme et pacifique et il se dit qu'il a déliré sous l'effet d'une fièvre. Peu après, il rêve qu'il est chez son oncle Tungsténius et cueille des saxifrages avec Walter. Il est réveillé par les cris des Esquimaux qui ont découvert une bande d'oies sauvages et les massacrent plus qu'il n'est nécessaire pour se nourrir tandis que Nasias se moque de ses scrupules. Le froid se fait insupportable et les régions traversées de plus en plus terrifiantes ; seules les visions de Laura redonnant espoir à Alexis. 
Finalement, l'expédition arrive au rivage d'une mer de nouveau libre tandis qu'une brève journée se lève. Mais les Esquimaux sont pris de crainte à l'idée d'être surpris au retour par le dégel de la banquise et coupés de la route du retour ; d'autres craignent d'être parvenus au bout du monde et ne veulent plus avancer. Nasias ne peut décider qu'une douzaine d'hommes à les suivre, Alexis et lui. Progressant en pirogues puis à pied, ils franchissent les monts Parry (dans l'actuelle île Brabant) et parviennent en vue d'une montagne colossale, plus haute que l'Himalaya, illuminée par une immense aurore boréale. Le climat se réchauffe, mais l'accès à la montagne semble défendu par une forêt de cristaux gigantesques hérissés comme un porc-épic. L'expédition découvre péniblement un accès et parvient dans un pays paradoxalement chaud, verdoyant et giboyeux. Nasias découvre de quoi nourrir les hommes, mais défend toute chasse dans ce pays qu'il juge sacré. Il est persuadé de toucher au but.

### Quatrième chapitre

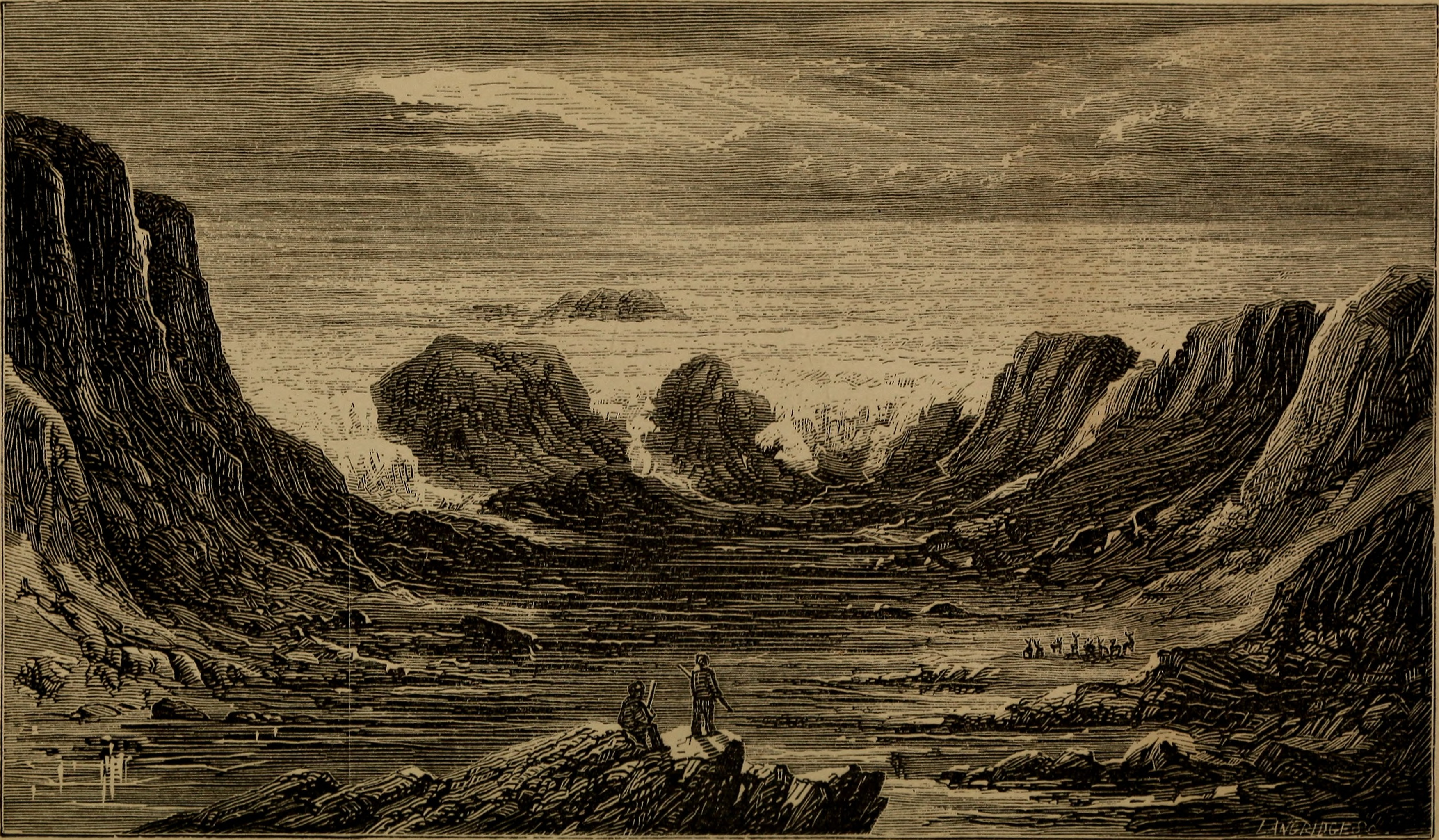
Illustration du récit du voyage d'Elisha Kane en Arctique en 1854, lu par Alexis peu avant son propre voyage.

Le quatrième et dernier chapitre relate le dénouement de l'expédition et du récit de M. Hartz. Après une nuit de repos, Alexis se découvre seul avec Nasias qui dit avoir congédié les derniers Esquimaux ; Alexis craint qu'ils n'aient été tués, mais n'arrive pas à en avoir la preuve. Les deux hommes s'avancent alors dans un pays peuplé d'animaux appartenant tous à des espèces disparues et de plus en plus gigantesques, tandis que le climat se réchauffe. Parvenus au sommet d'une dernière colline, les deux voyageurs contemplent l'île merveilleuse, dont le relief a été façonné par de nombreux bouleversements géologiques. Nasias et Alexis franchissent divers obstacles naturels : des murailles rocheuses sur le dos de scarabées géants du genre Megalosoma qui se posent dans le feuillage de grands araucarias, puis un torrent sur le dos de tortues géantes. Nasias rejette dédaigneusement les projets de colonisation d'Alexis : il compte se réserver ce pays et ses richesses. La flore et la faune deviennent menaçantes, avec des serpents énormes. Le relief devient malaisé à franchir et même Nasias se décourage, mais une vision de Laura dans son diamant redonne espoir à Alexis. Les deux voyageurs entreprennent la descente dans le gouffre qui entoure la montagne et où une cascade circulaire pétrifiée se jette. Pendant la nuit, Walter surgit près d'Alexis (en rêve ou dans la réalité ?) et lui assure qu'il se trouve simplement dans sa chambre. Le lendemain, Nasias et Alexis descendent jusqu'à un rebord fait de plaques diaphanes et fragiles. Nasias en brise certaines et un paysage incroyable se dévoile au-dessous : le monde souterrain des cristaux existe bel et bien ! Mais le gouffre est bien trop profond pour y descendre. Alexis veut renoncer, mais Nasias, devenu fou, s'avance trop et le sol fragile se brise sous son poids : il disparaît dans l'abîme. Laura réapparaît alors et Alexis lui avoue qu'il n'a fait tout ce voyage que pour la suivre. Il se dit prêt à renoncer à contempler le pays merveilleux du cristal pour rester en sa compagnie. Laura guide alors Alexis à travers un jardin de végétaux pétrifiés, et dit s'inquiéter de voir que le jeune homme la contemple toujours dans la vision idéalisée que les cristaux lui donnent d'elle. Alexis jure de l'aimer en la voyant « à la fois dans le prisme enchanté et dans la vie réelle, sans que l’un fasse pâlir l’autre ». 
La vision du monde souterrain se dissipe alors : Alexis se trouve dans sa demeure de Fischausen. Il découvre le véritable père de Laura, rond et jovial, qui ne s'appelle pas du tout Nasias mais « papa Christophe ». Laura dissipe les derniers restes de la vision du jeune amoureux. Alexis apprend alors qu'il a sombré dans un délire à cause de sa tristesse de ne pas épouser Laura, et qu'après avoir essayé de se calmer en lisant les voyages de Sinbad dans Les Mille et Une Nuits et un récit de voyage de Kane, il a écrit fiévreusement le long récit de l'expédition qu'il a cru vivre, en dépit des efforts de Tungsténius, de Walter et de Laura pour le faire revenir à la réalité. Laura, émue par son chagrin, se prononce en faveur d'Alexis avec l'accord de son père. Alexis et Laura se marient, et Alexis offre à Laura le récit écrit dans son délire. M. Hartz conclut son récit : il a pris la suite de son oncle Tungsténius pour enseigner la géologie jusqu'à ce que les coupes budgétaires dans les universités dues aux lubies du duc régnant de Fischhausen, passionné de chasse, le contraignent à changer de métier et à ouvrir sa boutique. Le narrateur dîne avec Alexis Hartz et Laura, laquelle a toujours dans l'œil un éclat charmant et peut-être même magique.

## Étapes de la publication et rééditions auXIXesiècle
Laura, voyage dans le cristal paraît d'abord dans la Revue des deux mondes en deux parties, dans les numéros du 1er et du 15 janvier 1864. Le roman paraît ensuite en volume, la même année, à Paris, chez Michel Lévy frères, avec peu de modifications de la part de l'auteure. En 1865, les mêmes éditeurs rééditent le roman dans un volume qui le regroupe avec Les Charmettes, Lettres d'un voyageur et Ce que dit le ruisseau. Le roman est réédité à Paris chez Calmann-Lévy en 1887.

## Analyse

### Les sources deLaura

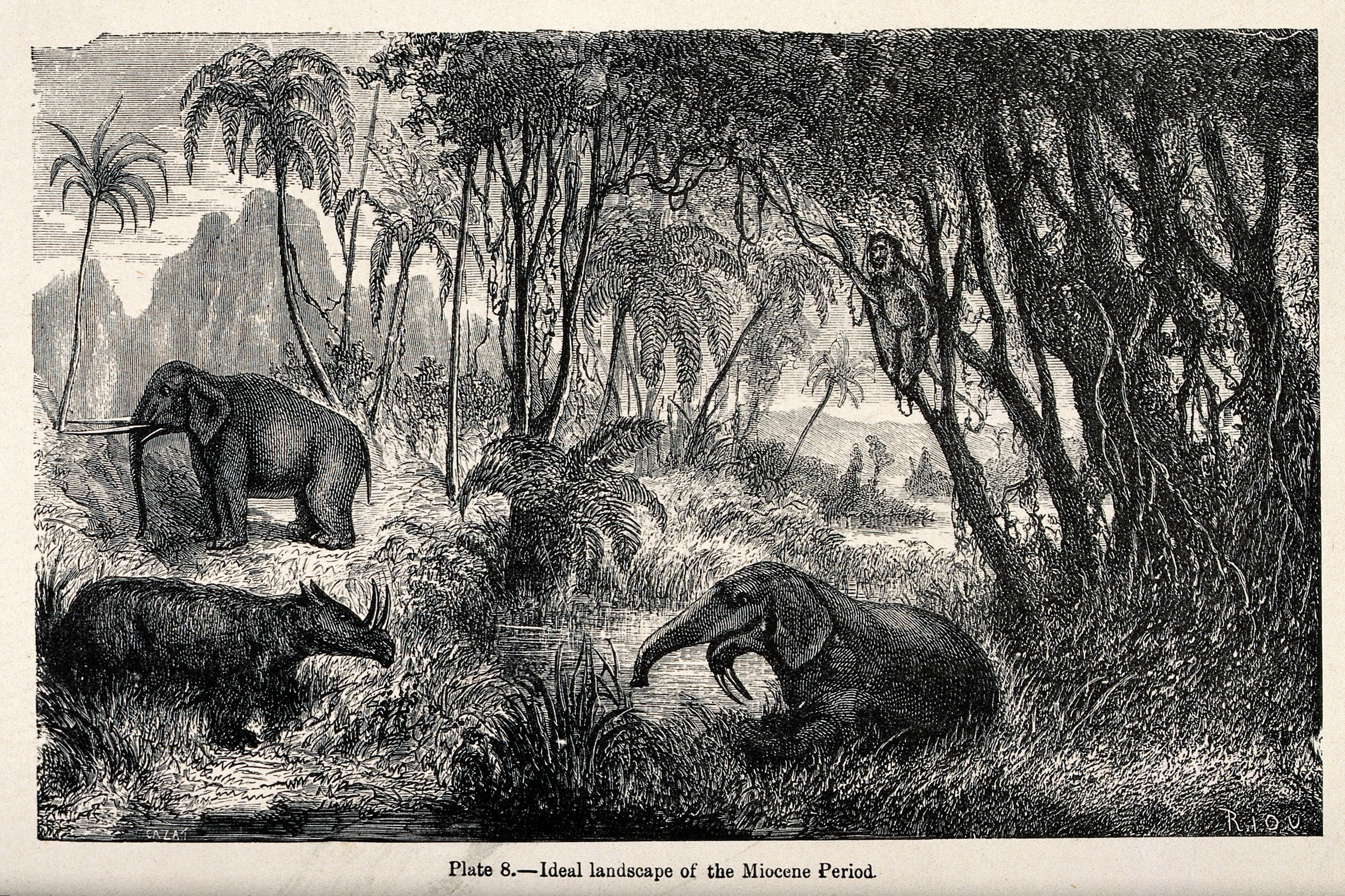
Vue d'artiste d'un paysage du Miocène. Gravure d'Édouard Riou d'après Cazat pour La Terre avant le Déluge de Louis Figuier (1862).

Les sources d'inspiration auxquelles se rattache Laura, voyage dans le cristal sont nombreuses. 
Certaines des sources de Sand sont scientifiques. Le roman reflète d'abord la passion de George Sand et de son fils Maurice Sand pour les pierres et la minéralogie, qu'ils expérimentent de première main en recherchant et en examinant des pierres. Sand s'intéresse de près aux avancées scientifiques de son époque : pour toutes les évocations des anciens âges géologiques de la Terre, elle s'est inspirée notamment d'un ouvrage de Louis Figuier, La Terre avant le Déluge, ainsi que des échelles de temps géologiques conçues par le botaniste britannique Charles Lyell (qui soutient Charles Darwin à un moment où le débat fait rage entre la conception de la création du monde diffusée par le dogme chrétien et celle qu'ébauchent les avancées de la géologie, de la paléontologie et de la zoologie). Sand lit également des récits de voyage. La relation de voyage de l'explorateur américain Elisha Kane, racontant ses navigations dans les mers polaires, est explicitement cité par le personnage d'Alexis parmi les lectures à l'origine de son délire au chapitre 4. Sand a aussi lu les Voyages dans les mers du Nord à bord de la corvette La Reine-Hortense publiés en 1857 par l'écrivain et journaliste polonais Charles-Edmond Chojecki, livre dont elle s'est déjà inspirée en 1859 pour sa nouvelle L'Homme de neige.
Mais le roman puise aussi à plusieurs sources littéraires. Le fantastique déployé par Sand se situe dans la lignée du romantisme allemand dont un représentant bien connu de Sand est Hoffmann, en particulier son conte fantastique Les Mines de Falun. Parmi les récits plus anciens probablement connus de Sand figure Le voyage de Nicolas Klim dans le monde souterrain de Holberg, paru en 1745 et qui était déjà traduit en français à l'époque où Sand écrit. Sand s'inspire aussi des contes des Mille et Une Nuits, en particulier les voyages de Sinbad le marin, mentionnés également par le personnage d'Alexis parmi ses lectures au chapitre 4 de Laura. Sand est aussi en relation plus étroite avec les auteurs romantiques français, écrivains et poète, comme Gérard de Nerval : elle a lu notamment son Voyage en Orient (paru en 1851), dans lequel figure l'histoire d'un architecte de Soliman, Adoniram, qui explore les forges de Tubal-Kain remplies de pierres précieuses.
En revanche, le roman n'a pas pu être inspiré par Voyage au centre de la Terre de Jules Verne, puisque le roman de George Sand est achevé dès novembre 1863 et paraît dans la Revue des deux mondes dès janvier 1864, tandis que celui de Verne écrit au cours de la même année, n'est publié qu'en novembre 1864.

### Une invitation à la science par le fantastique
En dépit de la diversité de ses inspirations, George Sand semble savoir clairement ce qu'elle a écrit. Dans la dédicace du roman dans la Revue des deux mondes, datée du 1er novembre 1863 et adressée par George Sand à l'épouse de son fils Maurice Sand, l'auteure qualifie son récit de « conte bleu » qui rappellera à la jeune femme les conversations en compagnie de son mari « quand nous nous laissons émerveiller par la beauté des échantillons de minéralogie, au lieu de le suivre exclusivement dans l'étude des formations géologiques ». George Sand évoque aussi l'utilité du récit, conçu pour éveiller la curiosité scientifique des enfants et des adultes.
La quatrième partie de Laura, voyage dans le cristal mentionne des reptiles d'espèces disparues ailleurs. Ils ne sont pas nommés précisément, ce qui fait qu'on ignore s'il s'agit de dinosaures ou de reptiles appartenant à des ères géologiques plus anciennes ; s'il s'agit de dinosaures, cela ferait de George Sand la première écrivaine à en mettre en scène dans un roman.
Kathryn Crecelius, qui analyse le fonctionnement du fantastique dans plusieurs romans et nouvelles de George Sand dont Laura, estime que le fantastique employé par Sand peut se ranger dans ce que Tzvetan Todorov, dans son Introduction à la littérature fantastique, appelle le « fantastique-étrange », c'est-à-dire une catégorie de fantastique où les éléments en apparence surnaturels (donc susceptibles de remettre en cause la science) finissent par trouver des explications rationnelles. Dans un article paru en 1997, Philippe Chavasse analyse l'emploi du fantastique dans plusieurs ouvrages de Sand, dont Laura. Selon son analyse, le fantastique dans ces récits est un outil philosophique et, dans Laura, il est employé afin d'enseigner l'équilibre entre le rêve et la science.

### Lecture initiatique du roman
Simone Vierne a proposé dans deux articles une analyse des aspects initiatiques de Laura. Alexis entreprend deux voyages initiatiques. Le premier est son voyage dans une géode, au chapitre 1 : il y affronte l'épreuve d'une ascension et d'un voyage entre deux abîmes, guidé par Laura qui est une figure bénéfique du sacré, avant d'obtenir une révélation de l'harmonie entre le microcosme (la géode) et le macrocosme (la structure de la Terre et le monde souterrain aux cristaux géants), puis de faire l'expérience du vol avant que le voyage ne soit interrompu. Le second voyage initiatique, plus détaillé, est l'expédition polaire relatée aux chapitres 3 et 4, où le héros est conduit par Nasias, un maître ambigu qui, à l'inverse de Laura, est une figure terrifiante du sacré. Simone Vierne voit dans l'Enfer polaire une transposition du voyage au royaume de la Mort où le jeûne tient lieu de rite purificatoire, tandis que les massacres soupçonnés par Alexis et les décisions aberrantes de Nasias peuvent être comprises comme des épreuves du sacré et de l'absurde où Nasias est dans le secret du sacré tandis qu'Alexis ne l'est pas ou pas encore. Vierne compare la figure de Laura à celle de Béatrice dans la Divine comédie de Dante. Vers la fin du roman, Alexis comprend que la valeur des gemmes grandioses qu'il contemple n'est pas monnayable mais sacrée, ce qui le rend digne de renaître et d'épouser Laura. Le sacré repose sur l'idée qu'il existe un Au-delà dépassant les apparences physiques et la rationalité, idées exposées par Laura transfigurée dans le chapitre 2 et abondamment évoquées par Nasias dans la suite.

## Postérité et influence

### Influence sur Jules Verne

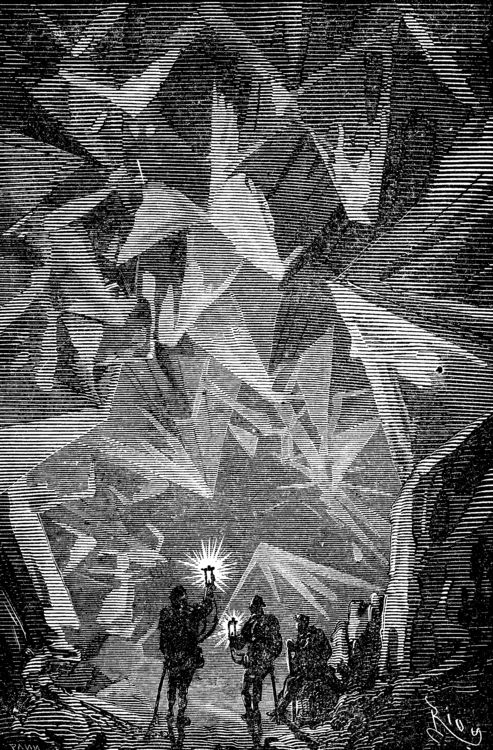
« Je m’imaginais voyager à travers un diamant », illustration d'Édouard Riou pour Voyage au centre de la Terre, 1864.

Voyage au centre de la Terre, roman d'aventure de Jules Verne, paraît moins d'un an après la publication du roman de Sand dans la Revue des deux mondes et présente de nombreuses ressemblances avec le roman de Sand. La similarité entre les deux romans frappe d'ailleurs l'écrivaine : « Je lis maintenant le Voyage au centre de la Terre par Vernes [sic]. Jusqu’à présent cela ressemble un peu trop à mon Voyage dans le cristal. » L'universitaire Simone Vierne, dans un article comparant les deux romans, liste de très nombreuses ressemblances avec Voyage au centre de la Terre et avec Les Aventures du capitaine Hatteras (paru en 1866) qui relate lui aussi une expédition polaire en recourant à la théorie de l'existence d'une mer libre (non gelée) au pôle nord. Outre les ressemblances remarquées par Vierne, l'emploi d'un abondant vocabulaire minéralogique dans certaines pages du roman est une autre ressemblance qui a également été remarquée.
Pour tenter d'expliquer ces ressemblances, Vierne examine la chronologie d'écriture des deux romans à l'aide des correspondances et papiers respectifs de George Sand et de Jules Verne : Simone Vierne estime que Verne a pu lire Laura dans La Revue des deux mondes dans le courant de l'année 1864, mais que cela n'a pas pu l'influencer de façon décisive car son propre roman était déjà bien avancé depuis l'année précédent. Pour arriver à cette conclusion, elle s'appuie sur une lettre alors considérée comme adressée par Verne à Hetzel en 1863 et sur une autre lettre considérée à l'époque comme datant d'avril 1864. Elle explique les ressemblances entre les deux romans par une esthétique mettant en scène des voyages initiatiques. 
Avec le temps, il s'avère que la datation des lettres de Verne à Hetzel montrant la progression de l'écriture de Voyage au centre de la Terre sur laquelle Simone Vierne appuyait en bonne partie son raisonnement était erronée et que ces lettres sont postérieures aux dates qu'elle utilisait. Pierro Gondolo della Riva montre que la première de ces deux lettres date de 1864 et non de 1863, tandis que la seconde lettre date non pas d'avril mais d'août 1864. Cela change tout puisque cela signifie que l'écriture de Voyage au centre de la Terre a plus probablement été entamée au printemps 1864 et achevée au mois d'août de la même année, donc que la rédaction du roman de Verne a eu lieu nettement après la parution du roman de Sand dans la Revue des deux mondes en janvier 1864. Il en conclut : « le
récit de George Sand dut inspirer Jules Verne et l’influencer dans le choix des noms et des situations »,. En 2012, Nigel Harkness envisage les relations entre les deux romans en les abordant non pas sous l'angle de l'inspiration ou de l'imitation, mais de l'intertextualité délibérée de la part de Verne, dont le Voyage au centre de la Terre contiendrait des références délibérées à Sand, tout comme il mentionne d'autres auteurs.
La plupart des critiques verniens semblent avoir longtemps omis de mentionner George Sand comme inspiration possible pour Jules Verne ou avoir étonnamment minimisé son rôle, alors même qu'ils examinent de très nombreuses autres sources d'inspiration ou influences possibles. Nigel Harkness s'en étonne en récapitulant l'état de la recherche en 2012, au point de mentionner le sexisme comme l'une des raisons possibles de ce peu de considération prêté à Sand : « l'invisibilisation continuelle de Laura suggère que les inquiétudes des critiques au sujet de la question de l'auteur et de son autorité se rapportent exclusivement à sa prédécesseuse littéraire féminine ».
En 2004, Lionel Dupuy estime également que Verne a utilisé Sand comme source pour son roman souterrain et qu'il a réutilisé plus tard ce vocabulaire minéralogique de façon métaphorique pour décrire les effets de lumière dans des icebergs dans Vingt mille lieues sous les mers en 1869. Jules Verne lui-même mentionne George Sand parmi ses modèles. Dans une lettre à Hetzel du 23 juillet 1868, alors qu'il est en train de terminer l'écriture de Vingt mille lieues sous les mers, Verne écrit : « cela demande à être très soigné de style. Il y a des passages qui demanderaient l’éloquence de Mme Sand. » Verne inclut d'ailleurs George Sand parmi les auteurs présents dans la bibliothèque du capitaine Nemo à bord du Nautilus.

### De l'oubli à la redécouverte
Après ses rééditions à la fin du XIXe siècle, Laura, voyage dans le cristal est victime d'une absence de réédition qui frappe également la majeure partie des livres de l'auteure, en dehors de ses romans champêtres les plus connus.
En 1969, l'universitaire Simone Vierne remarque que Laura, voyage dans le cristal est « à peu près oubliée, sauf des spécialistes et de Bachelard qui cite le roman assez longuement dans La Terre et les rêveries de la volonté (p. 282 sq. et 315), et bien injustement à notre avis » et que le roman est « à peu près introuvable ». 
En 1977, Laura, voyage dans le cristal est réédité à Paris chez Nizet, précédé d'une note sur le texte et d'une introduction de Gérald Schaeffer.  Cette réédition commence à pallier le problème. Une traduction anglaise du roman, accompagnée d'une étude savante, est publiée par Pauline Pearson-Stamps en 1992.
Une édition critique en poche paraît chez Pocket en 2004. Les éditions du Rocher rééditent le roman dans la collection "Motifs poche" avec une préface de Francis Lacassin en 2007. Les éditions Paleo, qui rééditent les œuvres complètes de Sand, rééditent le roman en 2012. Une édition savante de Laura par Marie-Cécile Levet, avec introduction, notes et apparat critique, paraît fin 2017 aux éditions Honoré Champion dans le cadre d'une édition critique des œuvres complètes de George Sand dirigée par Béatrice Didier. Laura. Voyage dans le cristal est édité dans le tome II des Romans de la collection de la Pléiade, en 2019, avec des notes de José-Luis Diaz.

#### Éditions critiques du roman
- George Sand, Laura, voyage dans le cristal, introduction de Gérald Schaeffer, Paris, librairie A.-G. Nizet, 1977.
- George Sand, Voyage dans le cristal (regroupe Laura, voyage dans le cristal et plusieurs contes et nouvelles), choix, préface et bibliographie par Francis Lacassin, Condé-sur-l'Escaut, Union générale d'édition, coll. « Les maîtres du fantastique et de la peur », 1980.  (ISBN 2-268-00072-9)
- George Sand, Laura, voyage dans le cristal, préface et "Les clefs de l'œuvre" par Dominique Brunet, Paris, Pocket, 2004.  (ISBN 2-266-13697-6)
- George Sand, Œuvres complètes. Fictions brèves : nouvelles, contes et fragments : 1865. Laura, voyage dans le cristal, édition critique établie par Marie-Cécile Levet (responsables scientifiques, Simone Bernard-Griffiths, Pascale Auraix-Jonchière et Yvon Le Scanff ; œuvres complètes publiées sous la direction de Béatrice Didier), Paris, Honoré Champion, coll. « Textes de littérature moderne et contemporaine » n°189, 2017.  (ISBN 978-2-7453-3568-5)

#### Ouvrages et articles savants
- Gaston Bachelard, La Terre et les rêves de la volonté, Paris, éditions José Corti, 1947, p. 282-288 et p. 314-317.
- Colette Cosnier, Les quatre montagnes de George Sand, suivi de Laura, voyage dans le cristal, roman de George Sand, Chamonix, Guérin, 2004.
- Kathryn Crecelius, « Female Fantastic: The Case of George Sand », L'esprit créateur vol. 28, n°3 (1988), p. 49-62.
- Gondolo Della Riva, « George Sand inspiratrice de Jules Verne », dans Elio Mosele (éd., 1994), George Sand et son temps, Genève, Slatkine, vol. III, p. 1109-1116.
- Lionel Dupuy, « La métaphore au service de l'imaginaire géographique : Vingt mille lieues sous les Mers de Jules Verne (1869) », dans Cahiers de géographie du Québec volume 55, n°154 (2011), p. 37. [lire en ligne]
- Nigel Harkness, « The Metatextual Geology of Verne's Voyage au centre de la Terre », The Modern Language Review, vol. 107, n°4, octobre 2012, p. 1047-1063.
- Jean Le Loeuff, T. rex superstar. L'irrésistible ascension du roi des dinosaures, Belin, collection « Science à plumes », 2016 (1e édition : T.rex. Tyrannosaurus et les mondes perdus, Les éditions du Sauropode, 2012).  (EAN 9782701197685)
- Marie-Cécile Levet, « Alexis au pays des merveilles », Les cahiers George Sand, n°25, 2003.
- Anne Muratori-Philip, La maison de George Sand à Nohant, Paris, Éditions du Patrimoine (Centre des Monuments nationaux), coll. « Regards... », mai 2012 (réimpr. 2015) (1re éd. 2012), 68 p. (ISBN 978-2-7577-0196-6)
- Philippe Mustière, « Étude psychocritique croisée de Laura de George Sand et de deux romans de Jules Verne », Rocky Mountain Review, vol. 68, n°2 (Fall 2014), p. 195-206.
- Simone Vierne, « Deux voyages initiatiques en 1864 : Laura de George Sand et Voyage au centre de la Terre de Jules Verne », dans Léon Cellier (dir.), Hommage à George Sand, Paris, Presses universitaires de France, 1969.
- Simone Vierne, « Le voyage initiatique », article dans la revue Romantisme, 1972, n°4 «Voyager doit être un travail sérieux», p. 37-44. [lire en ligne]